# Carl Spindler

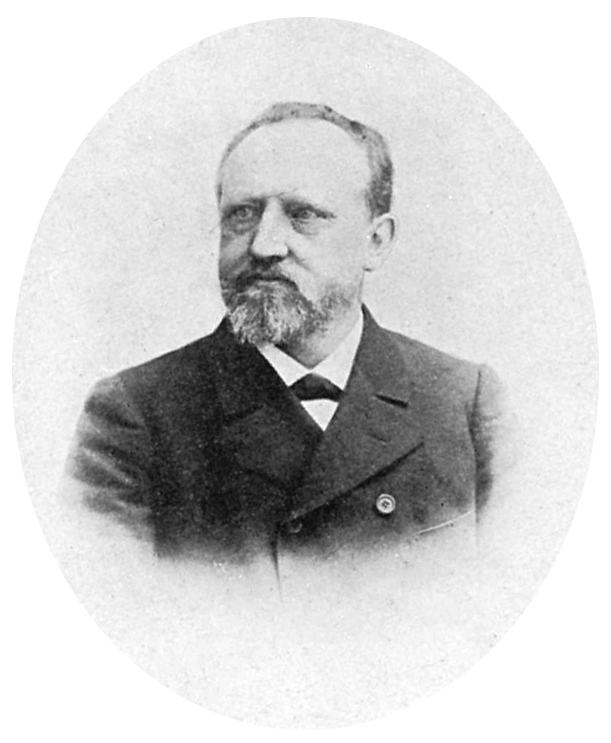
Carl Spindler 1896

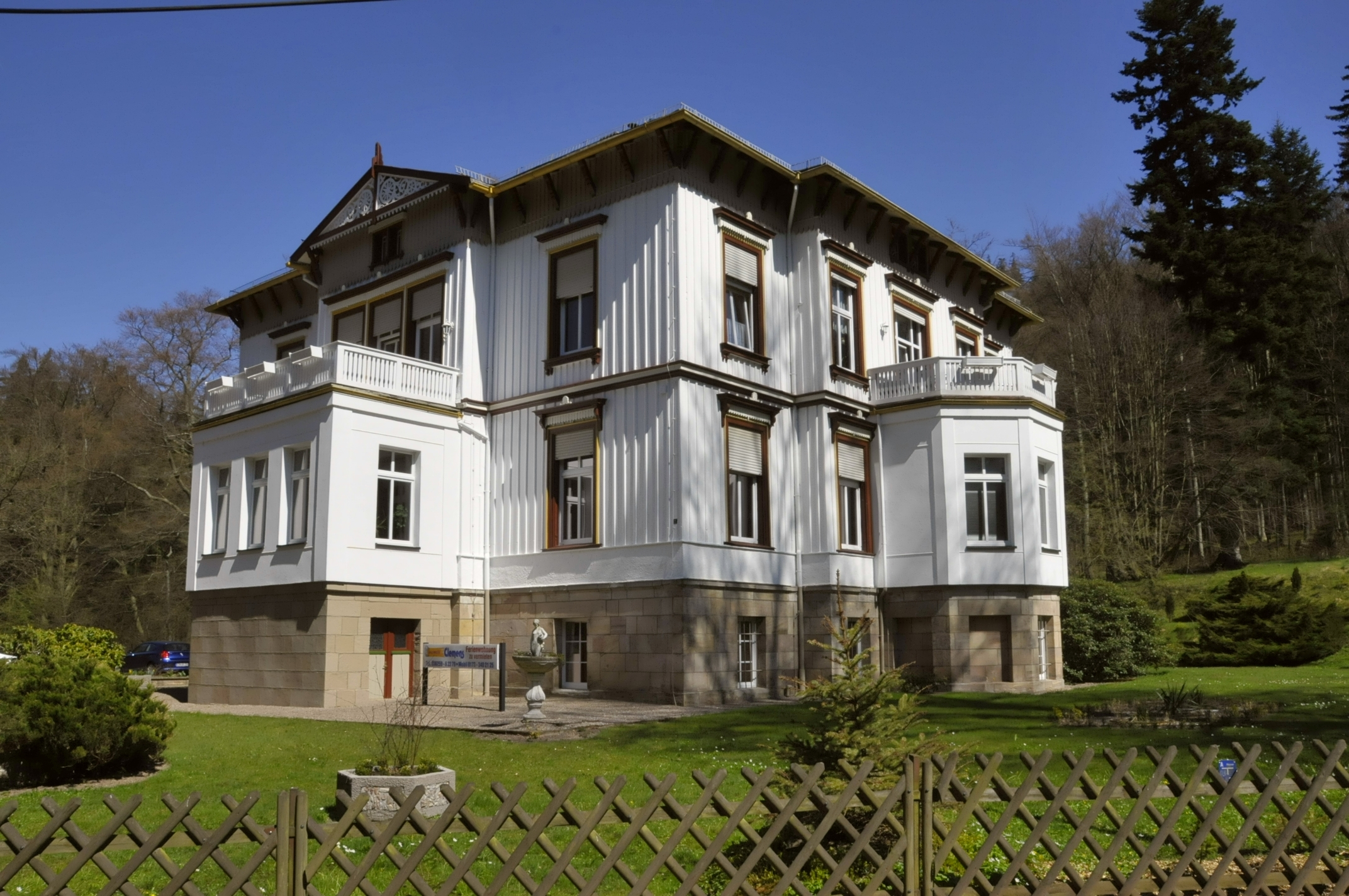
Spindler-Villa in Tabarz

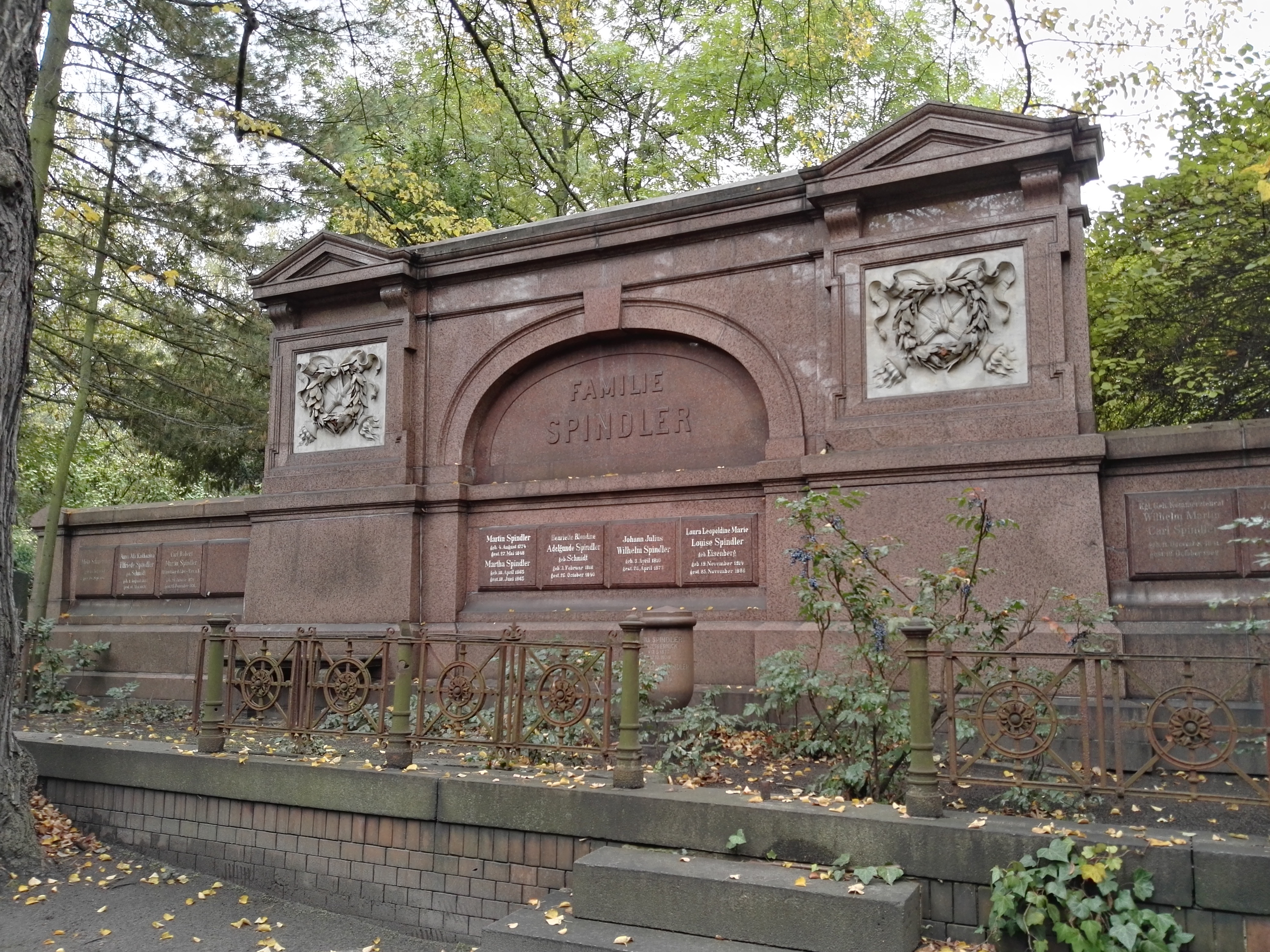
Grabstätte (ganz rechts)

Carl Spindler (* 11. Dezember 1841 in Berlin; † 18. Oktober 1902 in Köpenick) war ein deutscher Unternehmer und Geheimer Kommerzienrat.

## Leben
Carl Spindler übernahm von seinem Vater Wilhelm Spindler die Wäschereibetriebe W. Spindler in Spindlersfeld, einem nach den Spindlers benannten Vorort Köpenicks. Er war maßgeblich an der weiteren Industrialisierung beteiligt, insbesondere am Siedlungsbau in Spindlersfeld und der angrenzenden Köllnischen Vorstadt von Köpenick am linken Ufer der Spree.
Spindler gehörte zu den progressiven Unternehmern seiner Zeit, die Arbeitsbedingungen in der Fabrik waren gut, er richtete soziale Versorgungssysteme für die Angestellten ein, und unter seinen zahlreichen Spenden und Stiftungen fanden sich auch der (hölzerne) Müggelturm in den Müggelbergen südöstlich von Köpenick, der Spindlerbrunnen auf dem Spittelmarkt sowie die aufwändigen Bleifenster des Rathauses Köpenick. Selbst die 1892 eingeweihte Bahnstrecke nach Spindlersfeld wurde (auch aus wirtschaftlichem Kalkül) von ihm mitfinanziert. Auf ihn geht auch die Gründung des Spindlersfelder Rudervereins zurück, der sich als Betriebssportverein im Jahr 1878 gründete und damals die erste Ruderregatta auf der Oberspree fuhr und gewann.
Er unterstützte die Errichtung vieler öffentlich nutzbarer Gebäude in Köpenick und im thüringischen Kurort Tabarz, wo er den Sommersitz seines Vaters übernahm und mit der Gründung eines „Fremdenkomitees“ maßgeblich an der dortigen Entwicklung des Fremdenverkehrs beteiligt war. Spindler gehörte auch zu den Mitbegründern des Thüringerwald-Vereins und des Tabarzer Kirchenbauvereins von 1892.
Für seine zahlreichen Verdienste wurde Carl Spindler 1898 Ehrenbürger der Stadt Köpenick. Nach seinem Tod übernahmen seine Söhne Wilhelm, Ernst und Erich den Betrieb. Die Wäschereibetriebe hatten dabei schon eine monopolartige Stellung in der Region erreicht, vor allem bedingt durch die bereits 1853 eingeführte chemische Reinigung, bei deren Weiterentwicklung sich die Spindlerschen Färbereien ebenfalls hervortaten.
Carl Spindler wurde in einem von seinem Schwager Walter Kyllmann 1886 für die Familie Spindler errichteten Familiengrab auf dem Alten Friedhof vor dem Prenzlauer Tor bestattet (Grablage: Allee II–1a). Sein Grab ist als Ehrengrab der Stadt Berlin gewidmet. Die Gemeinde Tabarz ließ einen Gedenkstein im Kurpark errichten.